# أميدي رولان
أميدي رولان (بالفرنسية: Amédée Rolland)‏ ولد بتاريخ 22 يناير 1914 في نيس، وتوفي في 9 يونيو 2000 في نيس، كان دراج فرنسي.

## روابط خارجية
- أميدي رولان على موقع أرشيف الدراجات (الإنجليزية)
- أميدي رولان على موقع إحصائيات الدراجات الإحترافية (الإنجليزية)